# Càrn Dearg Meadhonach
Cet article possède un paronyme, voir Càrn Dearg.
Le Càrn Dearg Meadhonach est un sommet d'Écosse culminant à 1 179 mètres d'altitude. Situé près de Fort William en Écosse, il fait partie des monts Grampians dans les Highlands. Il s'élève au nord-est du Ben Nevis, point culminant des îles Britanniques, et au nord du Càrn Mòr Dearg avec lequel il est relié par une arête. Le Càrn Beag Dearg, une antécime, est situé au nord-nord-ouest et culmine à 1 010 mètres d'altitude.